# Juan Carlos Fresnadillo
Juan Carlos Fresnadillo (Tenerife, Ilhas Canárias, 5 de dezembro de 1967) é um diretor, roteirista e produtor de filmes espanhol. Ficou famoso por dirigir filmes como Intacto e 28 Weeks Later.

## Biografia
Em 1985, se mudou para Madrid. Iniciou a carreira com fotografia e estudos de cinema, até começar a fazer curtas. Em 1987, abriu uma empresa de produções para curtas e comerciais. Fresnadillo foi assistente de Gustavo Fuertes no filme espanhol El juicio final (1991).
Já em 1996, fez sua estréia como diretor no curta em preto e branco Esposados, sendo também produtor executivo. Esposados fez sucesso entre os críticos, vencendo cerca de 40 prêmios internacionais de cinema. Também foi nomeado para o Óscar na categoria melhor curta-metragem no mesmo ano, fazendo de Fresnadillo uma celebridade na Espanha.
Em 2000, foi o apresentador do prêmio de melhor curta-metragem no Goya Award.
No ano de 2002, dirigiu seu primeiro longa-metragem, chamado Intacto. O filme recebeu muitos prêmios, sendo dois deles no Goya Award (um deles, Fresnadillo recebeu como melhor diretor), além de 6 indicações.
Em 2006, foi o diretor de 28 Weeks Later (lançado em 2007), sequência do sucesso de Danny Boyle, 28 Days Later.
Ele também está cotado para dirigir o remake de O Corvo.

## Filmografia
- Wednesday (2014)
- Intruders (2011)
- 28 semanas después (2007)
- Psicotaxi (2002) - Curta metragem
- Intacto (2001)
- Esposados (1996) - Curta metragem, também como produtor